# Trần Thanh Mẫn
Trần Thanh Mẫn (sinh ngày 12 tháng 8 năm 1962) là một nhà lãnh đạo Đảng, Nhà nước và chính trị gia người Việt Nam. Ông là Ủy viên Bộ Chính trị khóa XIII, Bí thư Đảng uỷ, Chủ tịch Quốc hội nước Cộng hòa xã hội chủ nghĩa Việt Nam và là Đại biểu Quốc hội Việt Nam khóa XV nhiệm kì 2021 – 2026, thuộc đoàn Đại biểu Quốc hội tỉnh Hậu Giang.
Ông nguyên là Ủy viên Trung ương Đảng khóa XI, XII, Bí thư Trung ương Đảng XII; Bí thư Đảng đoàn, Chủ tịch Ủy ban Trung ương Mặt trận Tổ quốc Việt Nam; Phó Bí thư Đảng đoàn, Phó Chủ tịch kiêm Tổng Thư ký Ủy ban Trung ương Mặt trận Tổ quốc Việt Nam; Bí thư Thành ủy Cần Thơ, Phó Bí thư Thành ủy, Chủ tịch Ủy ban nhân dân thành phố Cần Thơ.
Trần Thanh Mẫn là Đảng viên Đảng Cộng sản Việt Nam, học vị Tiến sĩ Kinh tế. Ông có sự nghiệp hoạt động từ địa phương tới trung ương. Khi đảm nhiệm chức vụ Chủ tịch Ủy ban Trung ương Mặt trận Tổ quốc Việt Nam năm 2017, ông là Chủ tịch trẻ tuổi nhất kể từ khi đất nước thống nhất.

## Xuất thân và giáo dục
Trần Thanh Mẫn sinh ngày 12 tháng 8 năm 1962, quê quán ở xã Thạnh Xuân, huyện Châu Thành A, tỉnh Hậu Giang (nay là xã Thạnh Xuân, Cần Thơ. Ông hiện cư trú ở số 77A, đường Bạch Đằng, phường Bình Thạnh, thành phố Hồ Chí Minh.
Thời niên thiếu, ông theo học phổ thông tại quê nhà, sau khi đất nước thống nhất, tốt nghiệp giáo dục phổ thông: 12/12. Sau đó ông theo học đại học chuyên ngành Quản trị kinh doanh.
Ông bảo vệ thành công luận án Tiến sĩ Kinh tế với tiêu đề "Phát triển công nghiệp của Tp. Cần Thơ đến năm 2020" tại Đại học Kinh tế Thành phố Hồ Chí Minh vào tháng 11 năm 2009.
Ông được đào tạo chính trị tại Học viện Chính trị Quốc gia Hồ Chí Minh chuyên ngành Chính trị, nhận bằng Cử nhân Lý luận chính trị.
Trần Thanh Mẫn được kết nạp Đảng Cộng sản Việt Nam vào ngày 25 tháng 8 năm 1982, đảng viên chính thức ngày 25 tháng 8 năm 1983.

## Sự nghiệp

### Tỉnh Hậu Giang
Sau sự kiện 30 tháng 4 năm 1975, Trần Thanh Mẫn bắt đầu tham gia sinh hoạt công tác tại Đoàn Thanh niên Cộng sản Hồ Chí Minh của địa phương. Từ năm 1979, sau khi tốt nghiệp phổ thông, ông bắt đầu sự nghiệp của mình, vừa tham gia công tác tại Đoàn thanh niên, vừa theo học. Tháng 7 năm 1979, ông là cán bộ Huyện đoàn với chức vụ Ủy viên Ban chấp hành Huyện đoàn, Chánh Văn phòng Huyện đoàn Châu Thành, ở quê nhà tỉnh Hậu Giang. Đến tháng 12 năm 1981, ông được bầu làm Ủy viên Ban Thường vụ, Phó Bí thư thường trực Huyện đoàn Châu Thành.
Tháng 11 năm 1984, Trần Thanh Mẫn được bổ nhiệm làm Huyện ủy viên, Bí thư Huyện đoàn huyện Châu Thành; kiêm nhiệm vị trí Đại biểu Hội đồng Nhân dân huyện Châu Thành từ năm 1986. Ông trải qua tổng cộng hơn 10 năm từ thời niên thiếu cho đến khi trưởng thành công tác thanh niên ở nơi sinh ra và lớn lên. Đến tháng 1 năm 1988, ông được điều chuyển tới tỉnh lị, bổ nhiệm làm Ủy viên Ban Thường vụ Tỉnh đoàn, Phó Bí thư Tỉnh đoàn Hậu Giang.

### Thành phố Cần Thơ

#### Thời kỳ đầu
Năm 1991, tỉnh Cần Thơ được tái lập, chính thức đi vào hoạt động hành chính từ tháng 4 năm 1992. Ngay sau đó, vào tháng 8 năm 1992, Trần Thanh Mẫn được điều chuyển thăng chức làm Bí thư Tỉnh đoàn Cần Thơ khi tròn 30 tuổi; được bầu làm Đại biểu Hội đồng Nhân dân tỉnh Cần Thơ nhiệm kỳ 1989 – 1994. Tháng 7 năm 1994, ông được bổ nhiệm làm Ủy viên Ủy ban Nhân dân tỉnh, Ủy viên Ban cán sự Đảng Ủy ban Nhân dân tỉnh, Chánh Văn phòng Ủy ban Nhân dân tỉnh, Bí thư Đảng ủy Văn phòng Ủy ban Nhân dân tỉnh Cần Thơ; công tác xuyên suốt nhiệm kỳ ở vị trí này những năm 1994 – 1999.
Tháng 12 năm 1999, Trần Thanh Mẫn được Thủ tướng Chính phủ Phan Văn Khải quyết định bổ nhiệm làm Phó Chủ tịch Ủy ban Nhân dân tỉnh Cần Thơ, đồng thời là Tỉnh ủy viên, Ủy viên Ban cán sự Đảng Ủy ban Nhân dân tỉnh. Năm 2004, thành phố Cần Thơ, một thành phố trực thuộc trung ương được thành lập, Trần Thanh Mẫn giữ chức Ủy viên Ban Thường vụ Thành ủy lâm thời của Thành ủy Cần Thơ, Bí thư Quận ủy Bình Thủy; được bầu làm Đại biểu Hội đồng Nhân dân thành phố Cần Thơ nhiệm kỳ 2004 – 2009.

#### Lãnh đạo thành phố Cần Thơ
Tháng 1 năm 2006, tại Đại hội Đảng toàn quốc khóa X, Trần Thanh Mẫn được bầu làm Ủy viên dự khuyết Ban Chấp hành Trung ương Đảng Cộng sản Việt Nam khoá X. Đến ngày 26 tháng 2 năm 2008, ông kiêm nhiệm chức vụ Phó Bí thư Thành ủy Cần Thơ, Thường vụ Thành ủy, Bí thư Quận ủy Bình Thủy. Ngày 03 tháng 3 năm 2008, Hội đồng nhân dân thành phố Cần Thơ họp phiên bất thường miễn nhiệm chức vụ Chủ tịch Ủy ban Nhân dân của Võ Thanh Tòng và chức vụ Phó Chủ tịch Thường trực Ủy ban Nhân dân thành phố Cần Thơ của Phạm Phước Như, đồng thời bầu Trần Thanh Mẫn làm Chủ tịch Ủy ban nhân dân thành phố Cần Thơ. Sau đó, ngày 19 tháng 3 năm 2008, ông thôi chức Bí thư Quận ủy Bình Thủy, giữ chức Phó Bí thư Thành ủy, được Thủ tướng Nguyễn Tấn Dũng ký quyết định bổ nhiệm làm Chủ tịch Ủy ban Nhân dân thành phố Cần Thơ.
Tháng 1 năm 2011, tại Đại hội đại biểu toàn quốc lần thứ 11 của Đảng Cộng sản Việt Nam, Trần Thanh Mẫn được bầu làm Ủy viên chính thức Ban Chấp hành Trung ương Đảng Cộng sản Việt Nam khoá XI. Ngày 02 tháng 2 năm 2011, ông được Trung ương bổ nhiệm chức vụ Bí thư Thành ủy Cần Thơ, thay cho người tiền nhiệm là Nguyễn Tấn Quyên được điều ra trung ương giữ chức Phó Chủ nhiệm Ủy ban Kiểm tra Trung ương Đảng Cộng sản Việt Nam. Trần Thanh Mẫn chính thức nhận nhiệm vụ Bí thư Thành ủy Cần Thơ từ ngày 09 tháng 2, trở thành lãnh đạo toàn diện và cao nhất, mọi lĩnh vực của thành phố Cần Thơ. Tháng 3 năm 2011, ông trúng cử Đại biểu Quốc hội Việt Nam khóa XIII thuộc đoàn đại biểu Cần Thơ, đồng thời là Trưởng đoàn Đại biểu Quốc hội khóa XIII, đơn vị thành phố Cần Thơ.
Ngày 14 tháng 4 năm 2011, Trần Thanh Mẫn viết tờ trình xin miễn nhiệm chức danh Chủ tịch Ủy ban Nhân dân trước Hội đồng Nhân dân thành phố Cần Thơ để tập trung công tác Bí thư Thành ủy. Hội đồng Nhân dân thành phố Cần Thơ đã phê chuẩn đề nghị này một ngày sau đó, người kế nhiệm là Nguyễn Thanh Sơn. Ông lãnh đạo thành phố Cần Thơ thời kỳ 2011 – 2015, góp phần phát triển kinh tế, đảm bảo xã hội khu vực của trung tâm Đồng bằng sông Cửu Long.

### Ủy ban Trung ương Mặt trận Tổ quốc Việt Nam

#### Phó Chủ tịch
Sau sự nghiệp chủ yếu với 40 năm ở quê nhà Hậu Giang, Cần Thơ, Tây Nam Bộ, đến tháng 9 năm 2015, Bộ Chính trị Đảng Cộng sản Việt Nam quyết định cho Trần Thanh Mẫn thôi giữ chức Bí thư Thành ủy Cần Thơ, thôi tham gia Ban Chấp hành, Ban Thường vụ Thành ủy Cần Thơ nhiệm kỳ 2010 – 2015 để giới thiệu bầu giữ chức Phó Chủ tịch Ủy ban Trung ương Mặt trận Tổ quốc Việt Nam và tham gia Đảng đoàn Mặt trận Tổ quốc Việt Nam. Vào ngày 26 tháng 1 năm 2016, tại Đại hội đại biểu toàn quốc lần thứ XII của Đảng Cộng sản Việt Nam, ông được bầu làm Ủy viên Ban Chấp hành Trung ương Đảng Cộng sản Việt Nam khóa XII, nhiệm kỳ 2016 – 2021. Ngày 14 tháng 4 năm 2016, Ủy ban Trung ương Mặt trận Tổ quốc Việt Nam tổ chức Hội nghị lần thứ năm của Ủy ban Trung ương Mặt trận Tổ quốc Việt Nam khóa VIII, hiệp thương cử ông giữ chức Phó Chủ tịch, Tổng Thư ký Ủy ban Trung ương Mặt trận Tổ quốc Việt Nam Việt Nam khóa VIII, nhiệm kỳ 2014 – 2019. Giai đoạn này, ông đồng thời là Phó Bí thư Đảng Mặt trận Tổ quốc Việt Nam rồi Bí thư Đảng ủy Cơ quan Ủy ban Trung ương Mặt trận Tổ quốc Việt Nam; được bầu làm Đại biểu Quốc hội khóa XIV, đơn vị Cần Thơ từ tháng 10 năm 2016.

#### Chủ tịch Mặt trận Tổ quốc Việt Nam
Ngày 22 tháng 6 năm 2017, Bộ Chính trị Đảng Cộng sản Việt Nam chỉ định Trần Thanh Mẫn làm Bí thư Đảng đoàn Mặt trận Tổ quốc Việt Nam và giới thiệu ông cho các đại biểu tham gia hội nghị lần thứ bảy của Uỷ ban Trung ương Mặt trận Tổ quốc Việt Nam khóa VIII, hiệp thương ông giữ chức vụ Chủ tịch Ủy ban Trung ương Mặt trận Tổ quốc Việt Nam khóa VIII nhiệm kỳ 2014 – 2019 thay thế Nguyễn Thiện Nhân, được điều chuyển nhận chức Bí thư Thành ủy Thành phố Hồ Chí Minh. Mặt trận Tổ quốc Việt Nam là tổ chức liên minh chính trị, liên hiệp tự nguyện của tổ chức chính trị, các tổ chức chính trị – xã hội, tổ chức xã hội và các cá nhân tiêu biểu trong các giai cấp, tầng lớp xã hội, dân tộc, tôn giáo, người Việt Nam định cư ở nước ngoài; với nhiệm vụ tham gia xây dựng Đảng, Nhà nước, hoạt động đối ngoại nhân dân góp phần xây dựng và bảo vệ Tổ quốc. Tổ chức được đổi tên từ năm 1977 cho đến ngày nay, sau khi thống nhất Bắc Nam. Trần Thanh Mẫn được bầu làm Chủ tịch Mặt trận khi 55 tuổi, trở thành lãnh đạo trẻ nhất trong lịch sử hiện đại của tổ chức. Ngày 09 tháng 5 năm 2018, tại Hội nghị lần thứ bảy, Ban Chấp hành Trung ương Đảng Cộng sản Việt Nam khóa XII, ông được bầu bổ sung làm Ủy viên Ban Bí thư Ban Chấp hành Trung ương Đảng Cộng sản Việt Nam khóa XII, tức Bí thư Trung ương Đảng Cộng sản Việt Nam khóa XII.
Chiều ngày 20 tháng 9 năm 2019, tại Đại hội đại biểu toàn quốc Mặt trận Tổ quốc Việt Nam lần thứ IX, Trần Thanh Mẫn được bầu vào Đoàn Chủ tịch Ủy ban Trung ương Mặt trận Tổ quốc Việt Nam khóa IX nhiệm kì 2019 – 2024 và được cử vào Ban thường vụ Ủy ban Trung ương Mặt trận Tổ quốc Việt Nam, tiếp tục giữ chức Chủ tịch Ủy ban Trung ương Mặt trận Tổ quốc Việt Nam khóa 9. Đến ngày 30 tháng 1 năm 2021, tại phiên bầu cử Trung ương, ông được bầu làm Ủy viên chính thức Ban Chấp hành Trung ương Đảng Cộng sản Việt Nam khoá XIII. Ngày 31, tại phiên họp đầu tiên của Trung ương Đảng khóa XIII, ông được bầu làm Ủy viên Bộ Chính trị Ban Chấp hành Trung ương Đảng Cộng sản Việt Nam khóa XIII.

### Phó Chủ tịch Quốc hội
Ngày 01 tháng 4 năm 2021, tiếp tục chương trình kỳ họp thứ 11 của Quốc hội khóa XIV, Quốc hội tiến hành các thủ tục bầu một số Phó Chủ tịch Quốc hội. Các đại biểu thông qua nghị quyết bầu Trần Thanh Mẫn làm Phó Chủ tịch Thường trực Quốc hội với tỷ lệ tán thành 94,79%. Ông đảm nhiệm vai trò mới, là Phó Chủ tịch Thường trực Quốc hội nước Cộng hòa xã hội chủ nghĩa Việt Nam, dưới quyền của Chủ tịch Quốc hội Vương Đình Huệ.

### Phụ trách điều hành hoạt động Quốc hội
Ngày 02 tháng 5 năm 2024, tại Hà Nội, Quốc hội khoá XV tổ chức kỳ họp bất thường lần thứ bảy để xem xét công tác nhân sự thuộc thẩm quyền. Ngay sau khi Quốc hội miễn nhiệm Chủ tịch Quốc hội khoá XV nhiệm kỳ 2021-2026 đối với ông Vương Đình Huệ do các quan chức của ông có liên quan đến Vụ sai phạm tại Tập đoàn Thuận An. Ủy ban Thường vụ Quốc hội phân công ông Trần Thanh Mẫn, Ủy viên Bộ Chính trị, Phó Chủ tịch Thường trực Quốc hội điều hành hoạt động của Ủy ban Thường vụ Quốc hội và Quốc hội nước Cộng hòa xã hội chủ nghĩa Việt Nam cho đến khi kiện toàn được chức danh Chủ tịch Quốc hội khóa XV theo quy định.
Ngày 18 tháng 5 năm 2024, tại Hội nghị trung ương 9, ông Mẫn được Trung ương giới thiệu bầu giữ chức Chủ tịch Quốc hội và sẽ được bầu vào ngày 20 tháng 5 năm 2024 tại khai mạc Kỳ họp thứ 7 Quốc hội khóa XV

### Chủ tịch Quốc hội

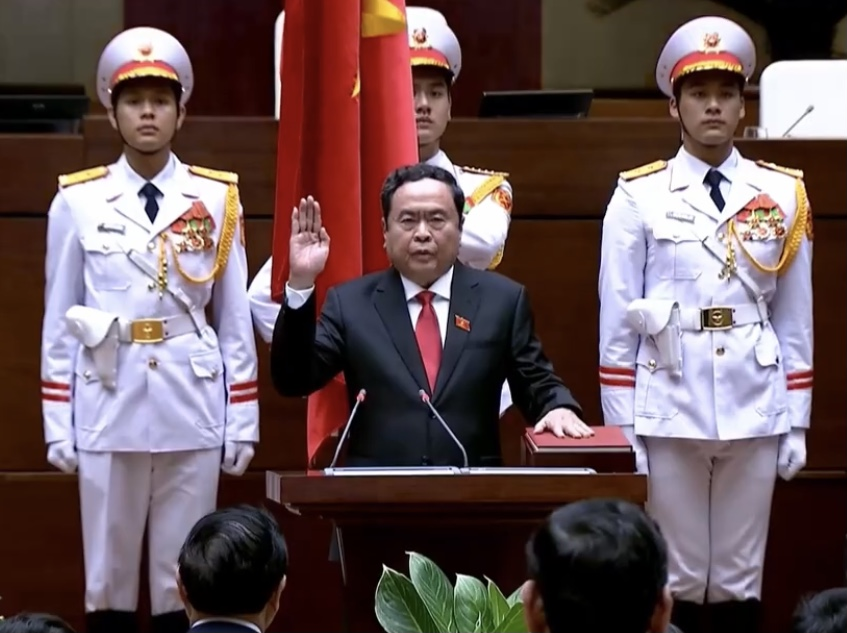
Trần Thanh Mẫn làm lễ tuyên thệ nhậm chức Chủ tịch Quốc hội tại Tòa nhà Quốc hội Việt Nam, Hà Nội ngày 20 tháng 5 năm 2024

Vào giờ chiều ngày 20 tháng 5 năm 2024, trong kỳ họp thường kỳ thứ 7 của Quốc hội khóa XV, với số phiếu 100% từ tổng số 475 đại biểu có mặt, Trần Thanh Mẫn chính thức được bầu giữ chức Chủ tịch Quốc hội Việt Nam nhiệm kỳ 2021–2026.

## Thành tựu
Trần Thanh Mẫn với sự nghiệp công tác từ thực tế cho đến lãnh đạo Đảng, Nhà nước và Mặt trận Tổ quốc Việt Nam, đã có nhiều thành tích, cống hiến, nhận được bằng khen của Đảng, Nhà nước:
- Huân chương Lao động hạng Nhất (2017), hạng Nhì (2010), hạng Ba (2005);
- Huân chương Bảo vệ Tổ quốc hạng Ba (2011);
- Bằng khen của Thủ tướng Chính phủ (03).
- Chiến sĩ thi đua toàn quốc (2000 và 2009)
- Huân chương Đại đoàn kết của Nhà nước Cuba (2023)